# Nicolai Makarovich Oleynikov
Nicolai Makarovich Oleynikov (tiếng Nga: Никола́й Мака́рович Оле́йников, 5 tháng 8 năm 1898 – 24 tháng 11 năm 1937) – nhà thơ, nhà văn Nga Xô Viết.

## Tiểu sử
Nicolai Oleynikov sinh ra trong một gia đình Cô-dắc giàu có vùng sông Đông (nay là tỉnh Rostov). Học trường trung cấp Donetsk. Tháng 3 năm 1918 tình nguyện tham gia Hồng quân và chiến đấu với Bạch vệ. Vào đảng Bôn-sê-vích năm 1920. Làm biên tập báo Красный казак và sau đó là báo Всероссийская кочегарка. Năm 1925 được Trung ương Đảng phân công về làm việc tại báo Sự thật Leningrad (Ленинградская правда) và cộng tác với tạp chí Новый Робинзон. Năm 1928 tổ chức xuất bản tạp chí Ёж (Ежемесячный Журнал) dành cho thiếu nhi. Năm 1930, theo sáng kiến của Oleynikov, tạp chí dành cho thiếu nhi Чиж — (Чрезвычайно Интересный Журнал) ra đời.
Sinh thời Oleynikov chỉ mới in có 3 bài thơ: Служение науке, Муха và Хвала изобретателям. Năm 1934 ông in những bài thơ này ở tạp chí 30 дней của thủ đô nhưng bị một bài trên Báo Văn học (Литературная газета) phê phán và từ đó không được in thêm những bài khác. Ngày 3 tháng 7 năm 1937 ông bị bắt vì tội "hoạt động phản cách mạng và phá hoại trong văn học thiếu nhi". Tòa soạn các tạp chí dành cho thiếu nhi bị đóng cửa. Nicolai Oleynikov bị xử bắn như là "kẻ thù của nhân dân" ngày 24 tháng 11 năm 1937 ở Leningrad sau nhiều tháng bị tra tấn cực hình. Năm 1957 được phục hồi danh dự và người ta bắt đầu in tác phẩm của ông từ năm 1964.

## Một số bài thơ
| Tình yêu Đi-văng uể oải Hai người ở đây. Một tao ân ái Là em hết đời. Thì em đã sợ Đã sợ anh yêu Và em chống đỡ Suốt cả buổi chiều. Anh hôn âu yếm Lên đôi môi em Và bàn tay anh Áo quần tính đếm. Hóa ra chỉ một Mỗi một chiếc quần. Thế là mở màn Phong ba bão táp! Nhưng bỗng chán chường Một giờ sau đấy Cánh tay của anh Người em ôm lấy. Anh cảm thấy chán Ôm choàng lấy em Và anh can đảm Dịch chuyển sang bên. Em quay lưng lại Còn anh lặng im Em bỗng giật mình Còn anh thiu ngủ. Sau trong buổi sớm Anh nhìn sang em Phấn son không còn Con mắt đã nhắm. Thở dài thèm khát Anh ôm lấy em Và lại kinh hoàng Đi-văng cót két. Nhưng lần sau đó Đã không phải tình Trong người anh chỉ Máu nóng sôi lên. Bước đi vội vã Trong ánh sáng bừng Ánh mắt thùy mị Em nhìn sang anh. Hôm qua thắm thiết Anh đã yêu em Dây xích bỗng đứt Anh vội quên em. Tình yêu như thế Không dành cho anh Tình là thiêng liêng Vâng! Tình phải thế. Gửi Natasha Nếu không Natasha Thì anh đã về nhà Nếu không Natasha Đã suốt ngày rượu chè. Một ngày không có em Là một ngày tiêu tan Để làm gì cơ chứ Linh lan với hoa hồng! Nhưng mà khi có em Trong vòng vây của em Anh yêu mã tiền thảo Và yêu cả ngưu bàng. Bản dịch của Nguyễn Viết Thắng | ЛЮБОВЬ Пищит диванчик. Я с вами тут. У нас романчик - И вам капут. Вы так боялись Любить меня, Сопротивлялись В теченье дня. Я ваши губки Поцеловал, Я ваши юбки Пересчитал. Их оказалось - Всего одна. Тут завязалась Меж нами страсть! Но стало скучно Мне через час: Собственноручно Прикрыл я вас. Мне надоело Вас обнимать,- Я начал смело Отодвигать. Вы отвернулись, Я замолчал, Вы встрепенулись, Я засыпал. Потом под утро Смотрел на вас: Пропала пудра, Закрылся глаз. Вздохнул я страстно И вас обнял, И вновь ужасно Диван дрожал. Но это было Уж не любовь! Во мне бродила Лишь просто кровь. Ушел походкой В сияньи дня, Смотрели кротко Вы на меня. Вчера так крепко Я вас любил, Порвалась цепка,- Я вас забыл. Любовь такая Не для меня. Она святая Должна быть, да! НАТАШЕ Если б не было Наташи - Я домой бы убежал. Если б не было Наташи - Жизнь бы водкой прожигал. День, когда тебя не вижу, Для меня пропащий день. Что тогда цветенье розы, Что мне ландыш и сирень! Но зато, когда с тобою Я среди твоих цепей, Я люблю и подорожник, Мне приятен и репей. |